# 刘倜 (明朝宦官)
刘倜（？年—？年），明朝成化时期的司设监太监。

## 生平
成化年间，担任司设监太监。
成化十七年（1481年），出任两广镇守太监。成化二十二年（1486年），调回北京。